# شهرستان بروژ
شهرستان بروژ (به فرانسوی: Bruges) در استان فلاندری غربی در منطقه فلاندری در کشور بلژیک واقع شده‌است.